# O comissário Montalbano
O Comissário Montalbano (em italiano: Il commissario Montalbano) é uma série de televisão italiana baseada nos romances policiais de Andrea Camilleri, publicados pela Sellerio Editore. O protagonista é o comissário Salvo Montalbano, e as histórias se desenrolam na cidade imaginária de Vigata, na Sicília.

## Contexto
O Comissário Salvo Montalbano está encarregado da delegacia de polícia estadual de Vigàta, uma cidade fictícia da província fictícia de Montelusa, com base no Livre consórcio municipal de Ragusa, na Sicília (sul da Italia). Montalbano investiga atos criminosos que ele sempre conseguia resolver com a reconstrução, graças à sua inteligência e à ajuda de sua equipe, que inclui seu vice, Domenico 'Mimì' Augello, Giuseppe Fazio, Galluzzo e Agatino Catarella. Salvo tem uma relação tempestuosa e de longa distância com Livia Burlando, que vive em Gênova (norte da Italia).
Entre seus colaboradores externos estão:
- sua amiga sueca, Ingrid Sjöström, que mora na vizinha Montelusa
- o jornalista Nicolò Zito
- Dr. Marco Pasquano, local de Vigàta Patologista Forense
- sua cozinheira e empregada doméstica, Adelina Cirrinciò

## Episódios
| Temporada | Episódios | Estréia na TV |
| --------- | --------- | ------------- |
| 1ª        | 2         | 1999          |
| 2ª        | 2         | 2000          |
| 3ª        | 2         | 2001          |
| 4ª        | 4         | 2002          |
| 5ª        | 2         | 2005          |
| 6ª        | 2         | 2006          |
| 7ª        | 4         | 2008          |
| 8ª        | 4         | 2011          |
| 9ª        | 4         | 2013          |
| 10ª       | 2         | 2016          |
| 11ª       | 2         | 2017          |
| 12ª       | 2         | 2018          |
| 13ª       | 2         | 2019          |
| 14ª       | 2         | 2020          |

## Lugares principais

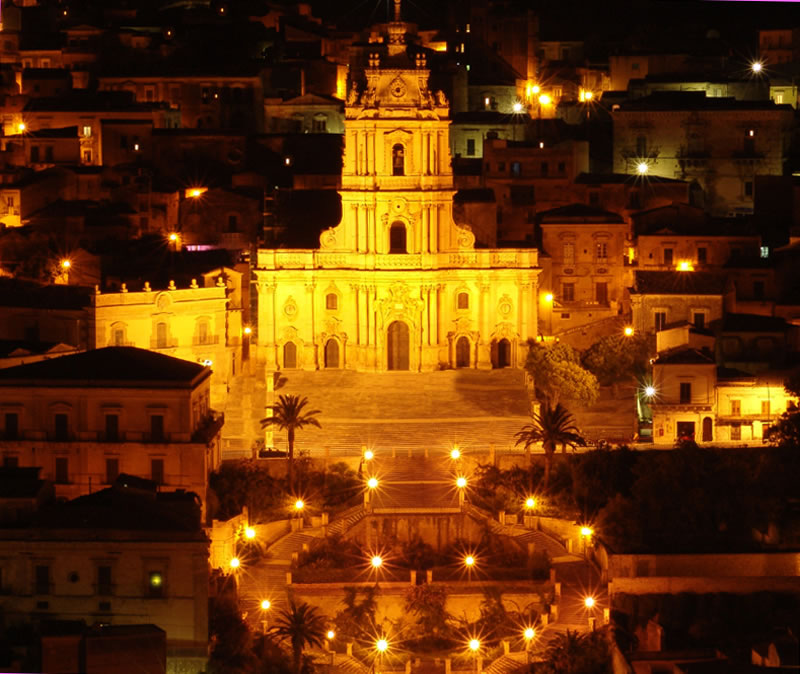
Modica, Catedral de San Giorgio

A série é filmada quase inteiramente no Livre consórcio municipal de Ragusa,
os principais locais estão em:
- Ragusa
- Punta Secca
- Modica
- Scicli
- Donnalucata
- Comiso
- Chiaramonte Gulfi
- Ispica
- Pozzallo
- Vittoria
- Scoglitti